# Steintor (Anklam)
Das Steintor befindet sich in Anklam im Landkreis Vorpommern-Greifswald. Es beherbergt seit 1989 das regionalgeschichtliche Museum im Steintor.

## Geschichte
Das Anklamer Steintor ist ein Stadttor aus dem 13. Jahrhundert als Teil der früheren Stadtmauer Anklam. Das einzige erhaltene Stadttor der Hansestadt Anklam ist ein Wahrzeichen der Stadt. Nach aufwändiger Restaurierung beherbergt es seit 1989 das regionalgeschichtliche Museum im Steintor. Es ist das höchste Stadttor Pommerns und besitzt einen Staffelgiebel. Über 111 Stufen ist ein Aufstieg möglich, um einen Ausblick auf die Stadt und das Peenetal zu bekommen.

## Geschichte des Gebäudes

Steintor um 1910, im Hintergrund Turm der Marienkirche erkennbar

Das Steintor wurde in einer ursprünglich niedrigeren, noch heute erkennbaren Bauhöhe vermutlich um 1250 errichtet. Im Jahre 1404 wurde das Steintor erstmals im Stadtbuch erwähnt. Entweder erhielt das Tor seinen Namen von der Steinstraße, die es durchquert, oder es war das erste aus Steinen erbaute Stadttor, das der Straße ihren Namen gab. Das repräsentative Gebäude der Backsteingotik hat eine Höhe von 32 Metern und ist das einzig erhaltene von ehemals sechs Stadttoren der mittelalterlichen Befestigungsanlage. Die Löcher im oberen Bereich des Tores weisen auf einen Wehrgang hin, der das Tor im 16. Jahrhundert umschloss. Dieser wurde vermutlich um 1570 entfernt, nachdem die Befestigung durch ein großes Vortor und einen Wassergraben ergänzt wurde. Bis zum Ende des 19. Jahrhunderts wurde das Tor als Stadtgefängnis genutzt. 1846 wurde das andere noch verbliebene Stadttor, das Stolper Tor, als Verkehrshindernis abgerissen. Das Steintor sollte ebenfalls dieses Schicksal teilen, was jedoch durch den Einspruch des damaligen Bürgermeisters verhindert wurde. Auf dem heutigen Museumsvorplatz fand 1853 die letzte Hinrichtung statt.

## Museumsgeschichte

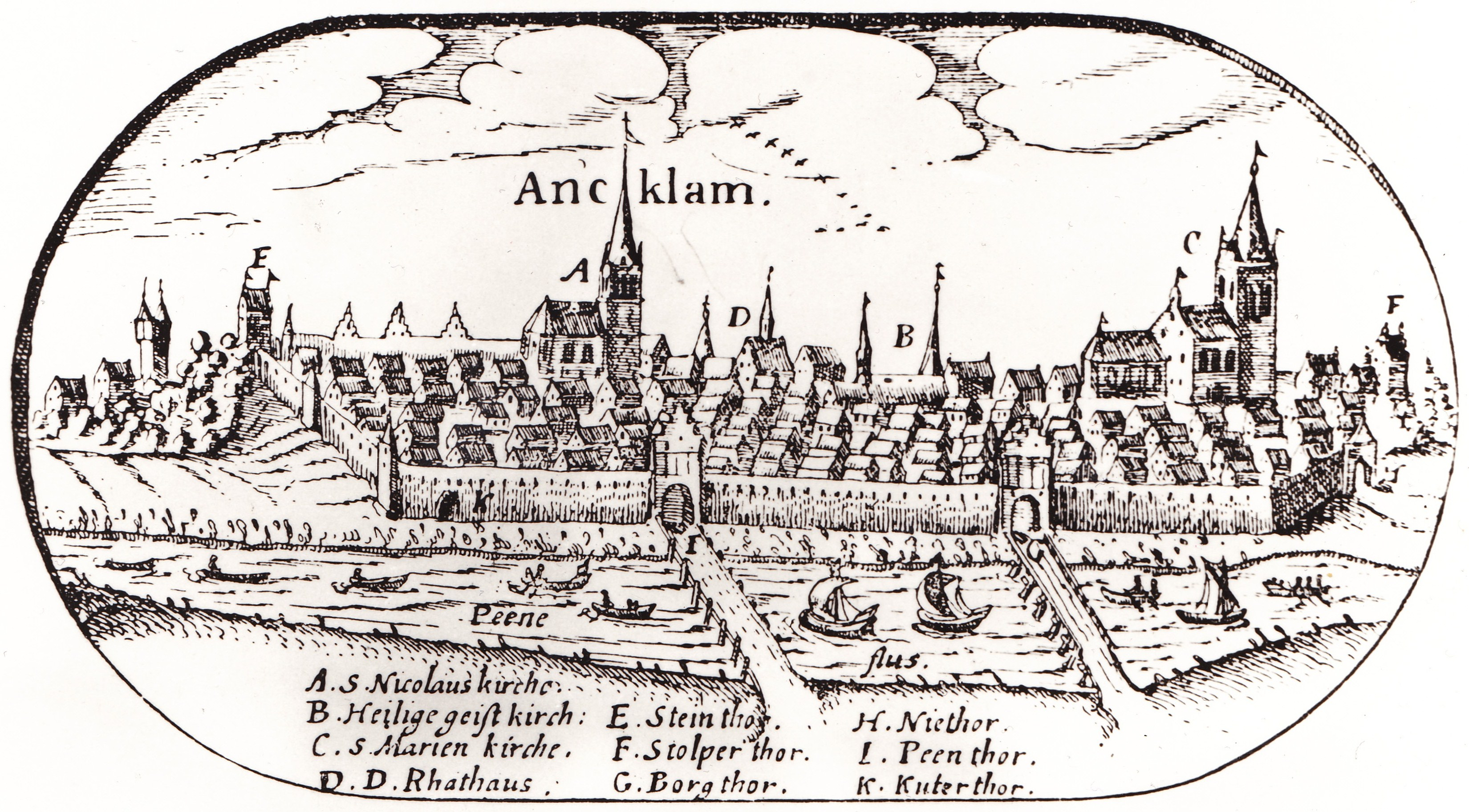
Ansicht aus dem Jahr 1618 von Eilhard Lubin, auf der auch eine Brücke zum Burgtor vorhanden ist und auch die Stadtbefestigung mit den Toren erkennbar sind

Bereits seit 1927 besitzt die Stadt ein Heimatmuseum, das älteste Museum in den früheren Kreisen Anklam bzw. Ostvorpommern. Aktivitäten und Bestrebungen zur Gründung eines Heimatmuseums besonders in der Lehrerschaft des städtischen Gymnasiums gehen aber bis in das Jahr 1900 zurück. Der eigentliche Grundstock zum Museum wurde 1907 mit dem Ankauf der historischen Sammlung eines Anklamer Bankiers durch den Magistrat der Stadt gelegt. Weitere Ankäufe durch die Stadt folgten. Bereits damals tauchte die Idee auf, das Museum im Steintor unterzubringen, die jedoch erst 1989 verwirklicht werden konnte.
Im Zweiten Weltkrieg hat auch die Sammlung des Museums erheblichen Schaden genommen. Erst 1972 wurde dem Museum wieder ein Gebäude in der Ellbogenstraße zur Verfügung gestellt, das heute das Otto-Lilienthal-Museum beherbergt. Im Jahr 1989 konnte das Museum anlässlich der 725-Jahr-Feier der Stadt das rekonstruierte Steintor beziehen.
Bereits 1925 wurde auch der Nachbau eines Flugapparates des in Anklam geborenen Otto Lilienthal angeschafft. Das Museum führte seit den 1970er Jahren den Namen Heimatmuseum Otto Lilienthal. Mit dem Umzug ins Steintor wurde die Ausgründung eines eigenständigen Otto-Lilienthal-Museums und die Trennung der Sammlungen vollzogen.

## Sammlungen
- Regionalgeschichte Peenetal
- Stadtgeschichte: Hanse, Pommern
- Nachlässe

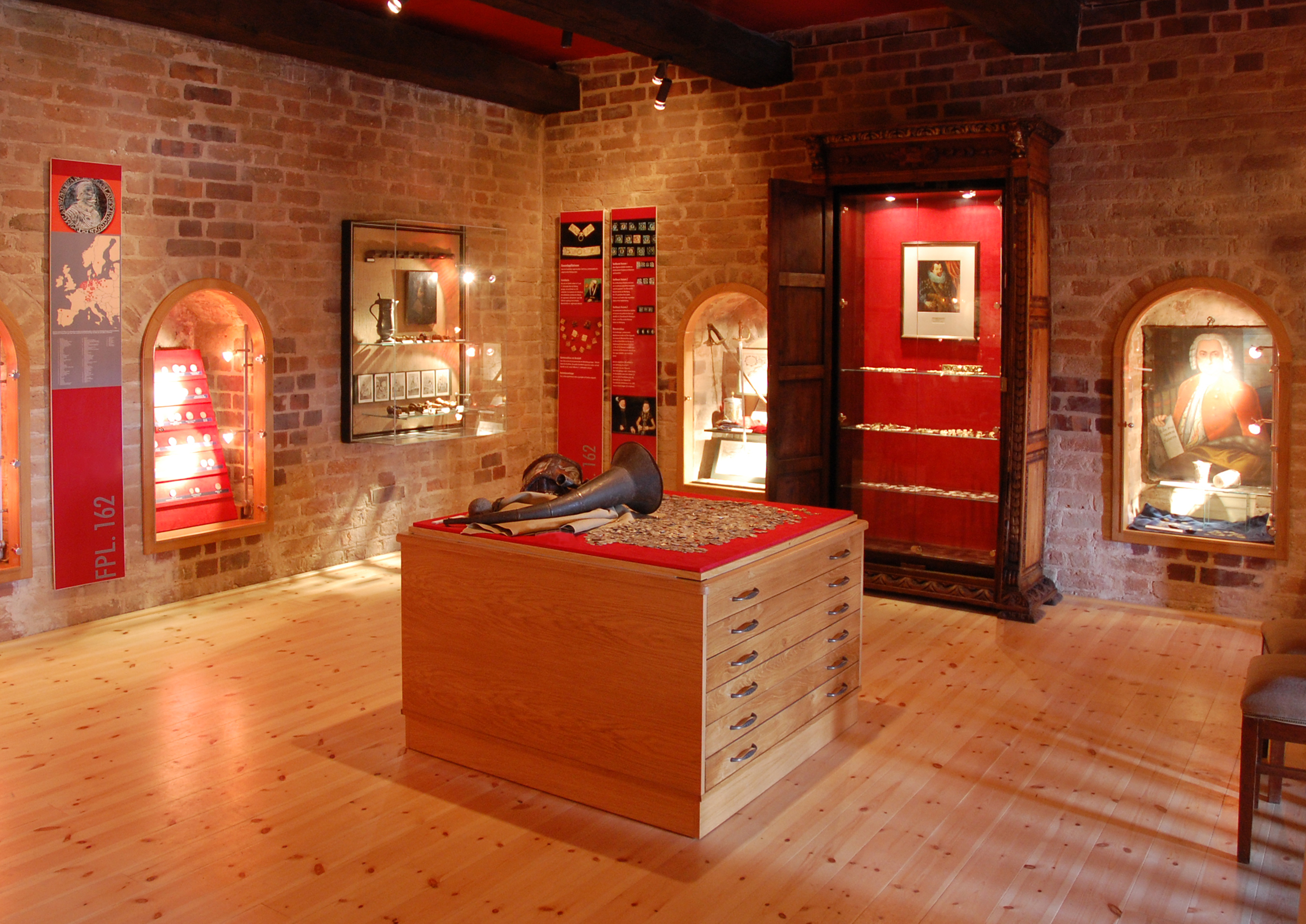
Blick in die Ausstellung des Museums

- Spezialsammlungen, z. B. Bilder des Malers Konrad Adolf Lattner

## Ständige Ausstellung / Sonderausstellungen
- auf 5 Etagen des Torturmes zu den Themen:
  - Ur- und Frühgeschichte im Peeneurstromtal
  - Slawen und Wikinger an der Peene
  - Hanse und Mittelalter
  - Stadtteilung: Anklam – Grenzstadt zwischen Schweden und Preußen
  - Anklam zwischen 1933 und 1949
- bedeutende Ausstellungsstücke sind:
  - Richtschwert der Stadt von 1694
  - Zeugnisse hanseatischer Geschichte, Kapitänsbilder
  - Der Münzschatz von Anklam – Bedeutendster Münzfund aus der Zeit des Dreißigjährigen Krieges in Pommern
- Im Torwächterhaus werden Sonderausstellungen zu wechselnden Themen gezeigt.